# 용인신봉초등학교
"용인신봉초등학교"는 대한민국 경기도 용인시 수지구에 있는 공립 초등학교이다.

## 학교 연혁
- 2010. 05. 01 24학급 설립인가
- 2010. 05. 01 초대 김유경 교장 취임
- 2010. 05. 01 개교(6학급 편성)
- 2010. 09. 01 병설유치원 개원(2학급)
- 2011. 02. 16 제1회 졸업식(남 7명, 여 10명, 계 17명)
- 2011. 03. 01 14학급 편성(초13, 특1) 유치원 2학급 편성
- 2012. 02. 16 제2회 졸업식(남 26, 여 20명, 계 46명)
- 2012. 03. 14 18학급 편성(초17, 특1) 유치원 2학급 편성
- 2012. 09. 01 제2대 이상용 교장선생님 취임
- 2013. 02. 15 제3회 졸업식(남 40, 여 40명, 계 80명)
- 2013. 03. 01 21학급 편성(초20, 특1) 유치원 2학급 편성
- 2014. 02. 14 제4회 78명 졸업
- 2014. 03. 01 24학급 편성(초23, 특1) 유치원 2학급 편성
- 2015. 02. 13 제5회 75명 졸업
- 2015. 03. 01 26학급 편성(초25, 특1) 유치원 2학급 편성